# Obvodní soud pro Prahu 1
Obvodní soud pro Prahu 1 je okresní soud se sídlem v hlavním městě Praze a s působností pro vymezenou část hlavního města, jehož odvolacím soudem je Městský soud v Praze. Rozhoduje jako soud prvního stupně ve všech trestních a civilních věcech, ledaže jde o specializovanou agendu (nejzávažnější trestné činy, insolvenční řízení, spory ve věcech obchodních korporací, hospodářské soutěže, duševního vlastnictví apod.), která je svěřena městskému soudu.
Soud se nachází v barokním Pachtově paláci na Ovocném trhu čp. 587/14 na Starém Městě, kde sídlí spolu s Obvodním soudem pro Prahu 7.

## Soudní obvod
Obvod Obvodního soudu pro Prahu 1 se shoduje s obvodem Praha 1, patří do něj tedy jen území městské části Praha 1 (seznam obvodů je stanoven, případně měněn v příloze č. 4 zákona o soudech a soudcích).
Na území tohoto obvodu žilo a do působnosti obvodního soudu tak ke konci roku 2024 spadalo 28 921 obyvatel.